# Canton de Bellême
Pour les articles homonymes, voir Bellême (homonymie).
Le canton de Bellême est une ancienne division administrative française située dans le département de l'Orne et la région Basse-Normandie.

## Géographie
Ce canton était organisé autour de Bellême dans l'arrondissement de Mortagne-au-Perche au sein de la région naturelle du Perche. Son altitude varie de 76 m (Saint-Fulgent-des-Ormes) à 262 m (Saint-Ouen-de-la-Cour) pour une altitude moyenne de 146 m.

## Représentation

### Conseillers d'arrondissement (de 1833 à 1940)
| Période                                  | Période | Identité                 | Étiquette | Qualité |
| ---------------------------------------- | ------- | ------------------------ | --------- | --- |
| 1833                                     | 1834    | Jean-François Ballot     | Gauche    | Député (1830-1849), élu conseiller général, ancien adjoint au maire de Bellême (révoqué en 1815), puis maire de Bellême en 1830 |
| 1834                                     | 1842    | Jules Vandier            |           | Propriétaire à Bellême |
| 1842                                     | 1848    | Pierre René Chazelle     |           | Maire puis adjoint au maire de Bellême                                                                                          |
|                                          |         |                          |           | |
| 1868                                     |         | Cyrille Cohu             |           | Propriétaire et notaire à Bellême                                                                                               |
|                                          |         |                          |           | |
| 1892                                     | 1910    | Ovide Leroy              |           | Adjoint au maire de Bellême |
|                                          |         |                          |           | |
| 1919                                     |         | René Boutron (1875-1943) | Radical   | Maire de Bellême |
| 1940                                     |         |                          |           | Les conseils d'arrondissement ont été suspendus par la loi du 12 octobre 1940 et n'ont jamais été réactivés                     |
| Les données manquantes sont à compléter. |         |                          |           | |

### Conseillers généraux de 1833 à 2015
| Période                                  | Période          | Identité                                              | Étiquette                | Qualité |
| ---------------------------------------- | ---------------- | ----------------------------------------------------- | ------------------------ | --- |
| 1833                                     | 1842             | Jacques François Alexis Got                           |                          | Juris-consulte, ancien avocat et membre du Conseil des Cinq-Cents, procureur du roi et conseiller municipal de Bellême                    |
| 1842                                     | 1848             | Jean Samuel Ferdinand comte de Tascher                |                          | Pair de France, auditeur au Conseil d'État, maire de Pouvrai                                                                              |
| 1848                                     | 1849 (décès)     | Jean-François Ballot                                  | Républicain modéré       | Ancien capitaine d'infanterie, maire de Bellême, député (1830-1849)                                                                       |
| 1849                                     | 1865             | Lucien-Louis Cohin                                    |                          | Propriétaire, ancien marchand de toiles, maire de Dame-Marie, ancien conseiller d'arrondissement du canton de Nocé                        |
| 1865                                     | 1871             | Charles-Philippe, marquis de Chennevières-Pointel     |                          | Propriétaire, conservateur du musée du Luxembourg                                                                                         |
| 1871                                     | 1876 (démission) | Achille Delorme                                       | Centre gauche            | Avocat, ancien préfet, député (1871-1876)                                                                                                 |
| 1876                                     | 1879 (démission) | Casimir François Brière                               | Républicain              | Maire de Bellême (1876-1879) |
| 1879                                     | 1913             | Alfred Bansard des Bois                               | Républicain progressiste | Maire de Bellême, député (1881-1885, 1893-1914)                                                                                           |
| 1913                                     | 1919             | Émile Touret-Maloiseau                                | Rad.                     | Négociant en vins à Bellême |
| 1919                                     | 1940             | Vicomte Pierre de Romanet de Beaune (1891-1978)       | Conservateur-PSF         | Propriétaire à La Chapelle-Souëf, nommé membre de la Commission administrative départementale en 1941                                     |
|                                          |                  |                                                       |                          | |
| 1945                                     | 1973             | Maurice Moreau (1899-1993)                            | DVD puis UNR puis DVD    | Exploitant agricole, maire d'Igé |
| 1973                                     | 1998             | Francis Geng                                          | CD puis UDF-CDS          | Cadre, maire de Bellême de 1977 à 2001, député de 1978 à 1993                                                                             |
| 1998                                     | 2004             | Comte Luc de Romanet de Beaune (fils de P.de Romanet) | UDF                      | Conseiller juridique, avocat à la Cour, adjoint au maire de Saint-Martin-du-Vieux-Bellême                                                 |
| 2004                                     | 2015             | Jean-François de Caffarelli                           | DVD                      | Administrateur civil, conseiller municipal de Bellême, Ancien maire de Vaunoise, président de la communauté de communes du Pays Bellêmois |
| Les données manquantes sont à compléter. |                  |                                                       |                          | |

Le canton participe à l'élection du député de la deuxième circonscription de l'Orne.

## Composition

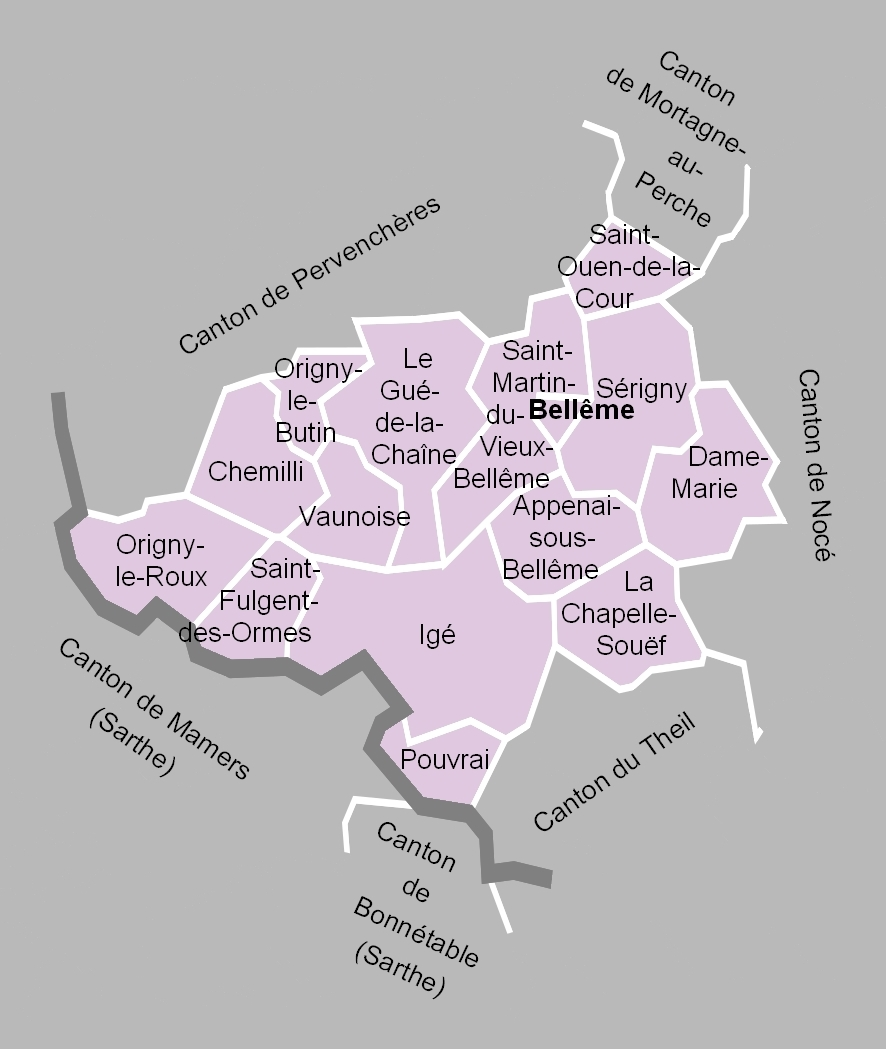
La carte des communes du canton. Les cantons limitrophes étaient ceux de Pervenchères, de Mortagne-au-Perche, de Nocé, du Theil, de Bonnétable et de Mamers.

Le canton de Bellême comptait 5 784 habitants en 2012 (population municipale) et groupait quinze communes :
- Appenai-sous-Bellême ;
- Bellême ;
- La Chapelle-Souëf ;
- Chemilli ;
- Dame-Marie ;
- Le Gué-de-la-Chaîne ;
- Igé ;
- Origny-le-Butin ;
- Origny-le-Roux ;
- Pouvrai ;
- Saint-Fulgent-des-Ormes ;
- Saint-Martin-du-Vieux-Bellême ;
- Saint-Ouen-de-la-Cour ;
- Sérigny ;
- Vaunoise.

À la suite du redécoupage des cantons pour 2015, toutes les communes sont rattachées au canton de Ceton.

### Anciennes communes
Les anciennes communes suivantes étaient incluses dans le territoire du canton de Bellême :
- Saint-Martin-du-Douet, absorbée en 1812 par Dame-Marie.
- Marcilly, absorbée en 1817 par Igé.

Au contraire, la commune du Gué-de-la-Chaîne a été créée en 1872 par prélèvement du territoire de Saint-Martin-du-Vieux-Bellême.

## Démographie
| 1962  | 1968  | 1975  | 1982  | 1990  | 1999  | 2006  | 2011  | 2012  |
| ----- | ----- | ----- | ----- | ----- | ----- | ----- | ----- | ----- |
| 6 886 | 6 641 | 6 471 | 6 225 | 5 915 | 5 927 | 5 803 | 5 820 | 5 784 |